# Nicole Barandun
Nicole Barandun, née le 25 avril 1968 (originaire de Feldis et de Tavel), est une personnalité politique suisse, membre du Centre.
Elle est députée du canton de Zurich au Conseil national en octobre 2023.

## Biographie
Nicole Barandun naît Nicole Gross le 25 avril 1968. Elle est originaire de Feldis, dans le canton des Grisons, et de Tavel, dans le canton de Fribourg.
Elle grandit à Zurich, dans le quartier d'Enge (de).
Elle fait des études droit à l'Université de Zurich, où elle obtient une licence en 1994. Elle obtient cinq ans plus tard, en 1999, son brevet d'avocat. Elle travaille dans l'étude de son mari.
Elle est mariée à un avocat, Nicolà Barandun, mère de trois enfants et habite à Zurich.

## Parcours politique
Elle déclare être entrée en politique lors de la campagne de votation en 1986 de l'adhésion de la Suisse à l'Organisation des Nations unies, à laquelle l'un de ses enseignants d'instruction civique s'opposait avec véhémence.
Elle siège au Conseil cantonal de Zurich du 1er septembre 2008 au 8 mai 2011. Elle n'est pas réélue en avril 2011, perdant le siège de son parti au profit de la liste alternative. 
Elle est présidente du Parti démocrate-chrétien du canton de Zurich à partir de 2011, puis coprésidente du Centre du canton de Zurich de 2021 au printemps 2024. 
Elle est candidate au Conseil national et au Conseil des États en octobre 2019, mais n'est pas élue,.
Elle est élue députée au Conseil national en octobre 2023.

## Autres fonctions
Elle est présidente du forum (association) de la formation professionnelle de Zurich et de l'Union des arts et métiers de la ville de Zurich depuis mai 2013.
Catholique pratiquante, elle a été membre de conseil de paroisse.